# Ufo-religie

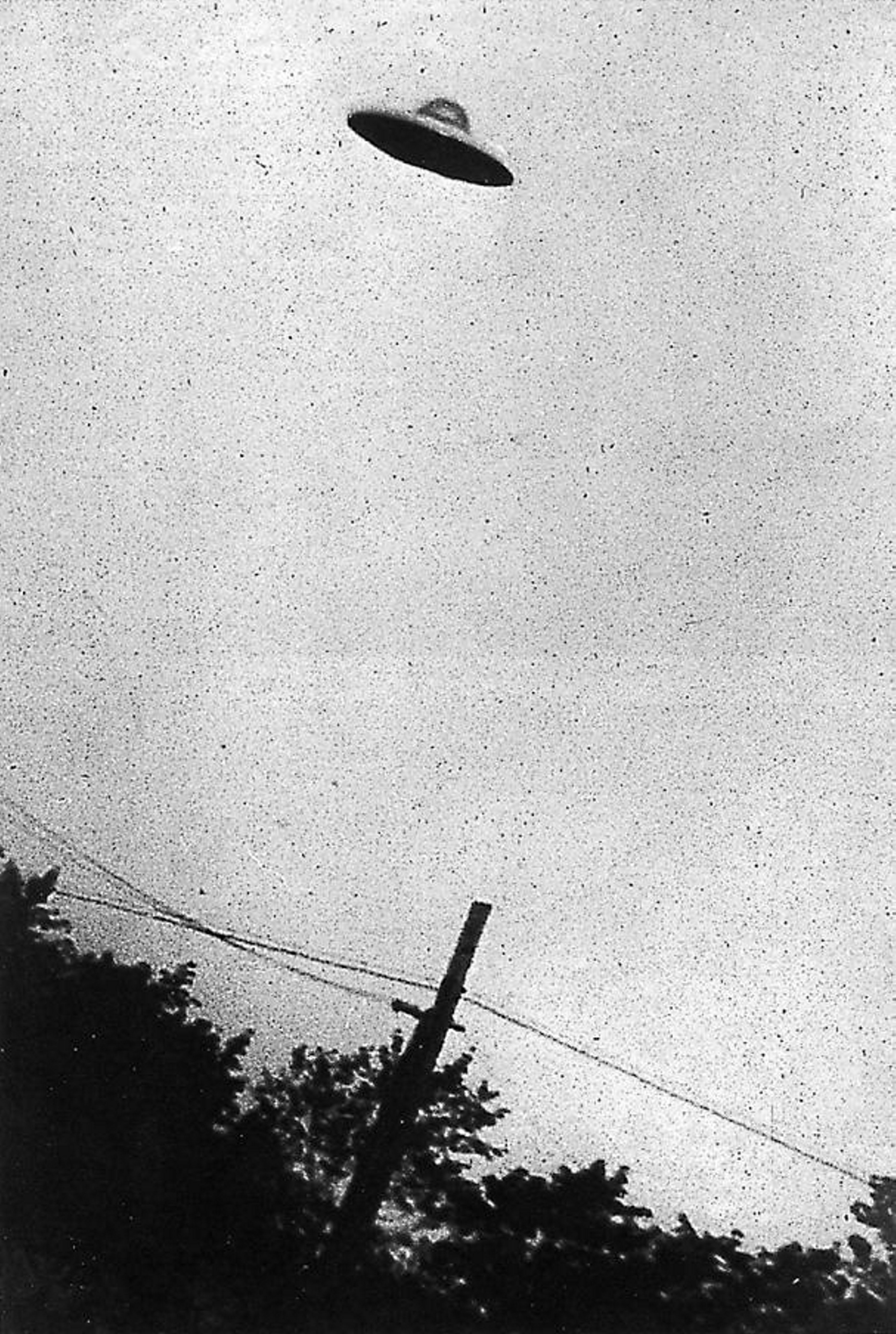
Een ufo

Een ufo-religie is een religie waarin het bestaan van buitenaardse wezens die ufo's besturen, een onderdeel van het geloof is. Gewoonlijk geloven aanhangers van dergelijke religies dat de buitenaardse wezens geïnteresseerd zijn in het welzijn van de mensheid, die ofwel al deel uitmaakt van een reeds bestaande buitenaardse beschaving, of dat uiteindelijk zal worden. Andere religies dateren van vóór het ufo-tijdperk halverwege de 20e eeuw, maar nemen buitenaardse wezens op in een meer bovennatuurlijk wereldbeeld waarin de ufo-bewoners meer weg hebben van engelen dan van fysieke buitenaardse wezens. Deze religies vinden hun oorsprong in de thema's van vroege sciencefiction (vooral space opera) en bizarre fictie, in ufologie, en in de subcultuur van ufo-waarnemingen en ontvoeringsverhalen. Historici beschouwen de Aetherius Society, opgericht door George King, als de eerste ufo-religie.

## Geloof
Sommige aanhangers van ufo-religies geloven dat de komst of herontdekking van buitenaardse beschavingen, technologieën en spiritualiteit de mens in staat zal stellen om de huidige ecologische, spirituele en sociale problemen te overwinnen. Kwesties als haat, oorlog, onverdraagzaamheid, armoede enzovoort zouden oplosbaar zijn door het gebruik van superieure buitenaardse technologie en spirituele vermogens. Dergelijke geloofssystemen worden ook wel omschreven als millenaristisch.

## Ontstaan
Ufo-religies ontwikkelden zich het eerst in landen als de Verenigde Staten, Canada, Frankrijk, het Verenigd Koninkrijk en Japan, omdat het concept uitgaat van de culturele context van een samenleving die technologisch geavanceerd genoeg is om van buitenaardse wezens te kunnen spreken en waarin religie van welke aard dan ook niet wordt ontmoedigd of onderdrukt. De term "vliegende schotels" en de populaire notie van de ufo stammen uit 1947. De studie van ufo-religies door sociologen, historici, theologen, geleerden in religieuze studies en nieuwe religieuze bewegingen begon in de jaren 1950.